# Dogos XV
Maillots
Actualités
Les Dogos XV (anciennement Ceibos) sont une franchise argentine de rugby à XV basée à Córdoba. Créée en 2019, elle évolue en Súper Rugby Américas.
L'effectif est composé uniquement de joueurs argentins.

## Histoire
L'équipe est créée en 2019, devenant ainsi la deuxième formation professionnelle argentine avec les Jaguares. L'équipe appartient à Fernando Riccomi, un homme d'affaires de Rosario, ancien président du RC Los Caranchos. Il investit un million de dollars dans l'équipe, mais délègue le côté sportif à l'UAR. Celle-ci s’appuie principalement sur l'effectif de l'Argentina XV.
Pour sa première saison, l'équipe est entraînée par Ignacio Fernández Lobbe. Elle joue sur le stade du Tala Rugby Club à Córdoba, et remporte ses deux premiers matchs avant que la saison ne soit interrompue à cause de la pandémie de Covid-19.
La fédération argentine retire la place des Ceibos pour l'exercice 2021, malgré le fait que Fernando Riccomi et sa marque avaient un accord portant jusqu'à 2026.
L'équipe de Córdoba fait son retour pour l'édition 2023 sous une nouvelle identité : los Dogos XV,, afin de remplacer les Jaguares pour que la Fédération argentine continue d'avoir une équipe dans cette compétition. Pour son retour dans la compétition, la franchise termine en deuxième position du classement général, devancée par les Uruguayens de Peñarol,. En demi-finale, ils affrontent l'autre équipe argentine : les Pampas. Après une victoire 27-16, ils atteignent la finale pour la première fois de leur histoire. Ils font face à Peñarol mais sont battus sur le score de 23 à 17,.
En 2024, l'équipe recrute deux joueurs de la ligue : Lorenzo Colidio (Pampas) et Felipe Villagrán (Yacare) et signe deux garçons évoluant dans le championnat domestique : Pedro Delgado Ibañez (Old Lions) et Nahuel Romero (Old Resian). Bien que deuxièmes de la saison régulière, les Dogos battent leurs compatriotes des Pampas en finale et remportent leur premier titre dans la compétition. À l'issue de la saison, le capitaine Franco Molina et Mateo Soler sont convoqués avec les Pumas pour les tests de juillet.

## Identité visuelle

### Logo
L'origine du logo des Ceibos vient de l'erythrina crista-galli, qui est la fleur nationale de l'Argentine. Il est par la suite remplacé par un dogue argentin.

Évolution du logo
Logo de 2019 à 2020.
Logo instauré en 2023.

## Palmarès
- Súper Rugby Américas :
  - Vainqueur : 2024
  - Finaliste : 2023, 2025

## Parcours
| Saison | Classement | Compétition                  | Pts               | MJ                | V                 | N                 | D                 | PM                | PE                | Diff              | B                 | Phase finale                        |
| ------ | ---------- | ---------------------------- | ----------------- | ----------------- | ----------------- | ----------------- | ----------------- | ----------------- | ----------------- | ----------------- | ----------------- | ----------------------------------- |
| 2020   | 1er        | Súperliga Americana de Rugby | 10                | 2                 | 2                 | 0                 | 0                 | 80                | 24                | +56               | 2                 | Saison interrompue                  |
| 2021   | -          | Súperliga Americana de Rugby | n'a pas participé | n'a pas participé | n'a pas participé | n'a pas participé | n'a pas participé | n'a pas participé | n'a pas participé | n'a pas participé | n'a pas participé | n'a pas participé                   |
| 2022   | -          | Súperliga Americana de Rugby | n'a pas participé | n'a pas participé | n'a pas participé | n'a pas participé | n'a pas participé | n'a pas participé | n'a pas participé | n'a pas participé | n'a pas participé | n'a pas participé                   |
| 2023   | 2e         | Súper Rugby Américas         | 46                | 12                | 9                 | 0                 | 3                 | 368               | 303               | +65               | 10                | Finaliste (17-23 contre le Peñarol) |
| 2024   | 2e         | Súper Rugby Américas         | 44                | 12                | 8                 | 2                 | 2                 | 376               | 227               | +149              | 8                 | Champion (37-23 contre les Pampas)  |
| 2025   | 4e         | Súper Rugby Américas         | 37                | 12                | 6                 | 1                 | 5                 | 438               | 297               | +141              | 11                | Finaliste (34-35 contre le Peñarol) |

## Personnalités du club

### Joueurs emblématiques
- Lucas Mensa
- Juan Pablo Zeiss